# Serge Doubrovsky
Pour les articles homonymes, voir Doubrovski.
Serge Doubrovsky, né Julien Doubrovsky  le 22 mai 1928 à Paris et mort le 23 mars 2017 à Boulogne-Billancourt, est un écrivain, critique littéraire et professeur de littérature française.
Son œuvre comporte à la fois des essais critiques et des romans autobiographiques qu'il qualifie lui-même d'autofictions, terme dont il est le créateur (Fils, 1977).

## Biographie

### Enfance
Serge Doubrovsky est le fils d'Israël Doubrovsky, tailleur, et de Mme Doubrovsky, née Weitzmann, secrétaire. En 1943, durant la Seconde Guerre mondiale, Serge Doubrovsky échappe à la déportation grâce à un gendarme du Vésinet venu prévenir sa famille, il part dès lors se réfugier chez une tante, à Villiers, où il reste caché dix mois.

### Carrière
Premier prix du concours général de philosophie, ancien élève de l'ENS, Serge Doubrovsky est titulaire de l'agrégation d'anglais (1954), docteur (1964) et docteur d'État (1974) ès lettres.
Professeur de littérature française, il a notamment enseigné à l'université de New York, l'université Harvard, au Smith College et à l'université Brandeis.

### Vie littéraire
En 1977, il publie Fils, première œuvre qualifiée d'autofiction par son auteur : « Autobiographie ? Non, c’est un privilège réservé aux importants de ce monde, au soir de leur vie, et dans un beau style. Fiction, d’événements et de faits strictement réels ; si l’on veut, autofiction, d’avoir confié le langage d’une aventure à l’aventure du langage, hors sagesse et hors syntaxe du roman, traditionnel ou nouveau. »
Il reçoit le prix Médicis 1989 pour Le Livre brisé, le prix de l'écrit intime pour Laissé pour conte en 1999 et le grand prix de littérature de la SGDL pour Un homme de passage en 2011.
En 1997, une vive polémique l'oppose à son cousin Marc Weitzmann, lorsque celui-ci publie son roman Chaos qui met en scène Serge Doubrovsky.

### Décorations
- Commandeur des Arts et des Lettres (décembre 2000)[14]
- Chevalier des Palmes académiques[3]

## Œuvres

### Romans
- Le Jour S, Mercure de France, 1963
- La Dispersion, Mercure de France, 1969
- Fils, Galilée, 1977
- Un amour de soi, roman, Hachette, 1982
- La Vie l'Instant, Balland, 1984
- Le Livre brisé, Grasset, 1989
- L'Après-vivre, Grasset, 1994
- Laissé pour conte, Grasset, 1999
- Un homme de passage, Grasset, 2011
- Le Monstre, Grasset, 2014

### Essais
- Corneille et la dialectique du héros, Gallimard, 1964
- Pourquoi la nouvelle critique : critique et objectivité, Mercure de France, 1966
- La Place de la madeleine : écriture et fantasme chez Proust, Mercure de France, 1974
- Parcours critique, Galilée, 1980
- Autobiographiques. De Corneille à Sartre, PUF, 1988
- Parcours critique 2, ELLUG, 2006

### Collectifs
- L'Enseignement de la littérature, avec Tzvetan Todorov, Plon, 1971
- Eugène Ionesco, collectif, Comédie-Française, 1966
- Les Chemins actuels de la critique, collectif, Union générale d'éditions, 1968
- Proust et le texte producteur, collectif, Université de Guelph, 1980
- Études proustiennes VI, collectif, Cahiers Marcel Proust, 1995

### Prix et distinctions
- Prix Médicis pour Le Livre brisé (1989)
- Prix de l'écrit intime pour Laissé pour conte (1999)
- Grand prix de littérature de la SGDL pour Un homme de passage (2011)
- Medal of Honor of the Center for French Civilization and Culture (Université de New York, 2012)

#### Études et essais
- Emmanuel Samé, Autofiction : Père § Fils, Éditions Universitaires de Dijon, 2013
- Mélikah Abdelmoumen, L'École des lectrices. Doubrovsky et la dialectique de l'écrivain, Presses universitaires de Lyon, 2011
- Régine Battiston et Philippe Weigel (dir.), Autour de Serge Doubrovsky, Orizons, 2010
- Isabelle Grell (dir.), Dalhousie French Studies, n° 91 spécial Serge Doubrovsky, été 2010
- Isabelle Grell (dir.), Pourquoi Doubrovsky ?, éditions Le Bateau ivre, 2018
- Marie-France Lamoine-Franc, L'expérience romanesque de Serge Droubrovsky, Presses universitaires du Septentrion, 2000
- Patrick Saveau, Serge Doubrovsky ou l'écriture d'une survie, éditions Universitaires de Dijon, 2011

#### Roman
- Cécile Balavoine, Une fille de passage, Mercure de France, 2020  (ISBN 978-2715254411)

#### Articles
- Isabelle Grell, « Pourquoi Serge Doubrovsky n’a pu éviter le terme d’autofiction », Genèse et autofiction, Academia-Bruylant, 2006
- Hélène Jaccomard, « Serge Doubrovsky : le pacte oxymorique », Lecteur et lecture dans l'autobiographie française contemporaine, Droz, 1993
- Régine Robin, « L’auto-théorisation d'un romancier : Serge Doubrovsky », Études françaises, vol. 33, n° 1, printemps 1997, p. 45-59 (lire en ligne)

### Documentaire
- Ingrid Cogny, Serge Doubrovsky à l'origine, Bibliothèque publique d'information, 2009

### Radio
- « Autofiction : est-ce qu’on n’en peut plus ? », France Culture, Sans oser le demander par Géraldine Mosna-Savoye, avec Elise Hugueny-Léger, le 12 décembre 2022